# 香港電影導演會
香港電影導演會（英語：Hong Kong Film Directors' Guild）成立於1988年，為香港電影工作者總會旗下屬會成員，是香港電影界中所有電影導演共組的工會組織。組織的工作是推動香港電影業在藝術和商業方面的發展，加強香港導演間的聯繫和溝通，改善會員福利和推廣社交活動，以及保障香港電影導演的權益。另外，香港電影導演會亦有會定時與香港電影編劇家協會及香港專業電影攝影師學會等相關組織溝通，以提升香港電影業的質素及水平。該會執委成員每兩年選舉一次，每年春茗期間頒發香港電影導演會年度大獎。

## 历任会长
| 任数 | 任期                     | 会长   |
| ---- | ------------------------ | ------ |
| 1    | 1988-1992年（第1-3届）   | 吳思遠 |
| 2    | 1992-1993年（第4届）     | 陈欣健 |
| 3    | 1993-1996年（第5-6届）   | 成龙   |
| 4    | 1996-1998年（第7届）     | 張同祖 |
| 5    | 1998-2000年（第8届）     | 吳思遠 |
| 6    | 2000-2004年（第9-10届）  | 尔冬升 |
| 7    | 2004-2006年（第11届）    | 许鞍华 |
| 8    | 2006-2011年（第12-13届） | 陈嘉上 |
| 9    | 2011-2015年（第14-15届） | 尔冬升 |
| 10   | 2015-2019年（第16-17届） | 刘伟强 |
| 11   | 2019-2024（第18-19届）   | 張婉婷 |
| 12   | 2024-（第20届-）         | 鄭保瑞 |

## 執委/人員

### 2013年至2015年
| 榮譽會長 | 吳思遠 陳欣健 成龍 張同祖                      |
| 榮譽顧問 | 陳自強                                         |
| 會長     | 爾冬升                                         |
| 副會長   | 劉偉強 畢國智 葉偉信 郭子健                    |
| 執委     | 文雋 羅啟銳 張婉婷 張志成 張同祖 潘源良 黎妙雪 |

### 2015年至2019年
| 會長 | 劉偉強 |

### 2019年至2023年
| 會長 | 張婉婷 |